# Zoom-ефект

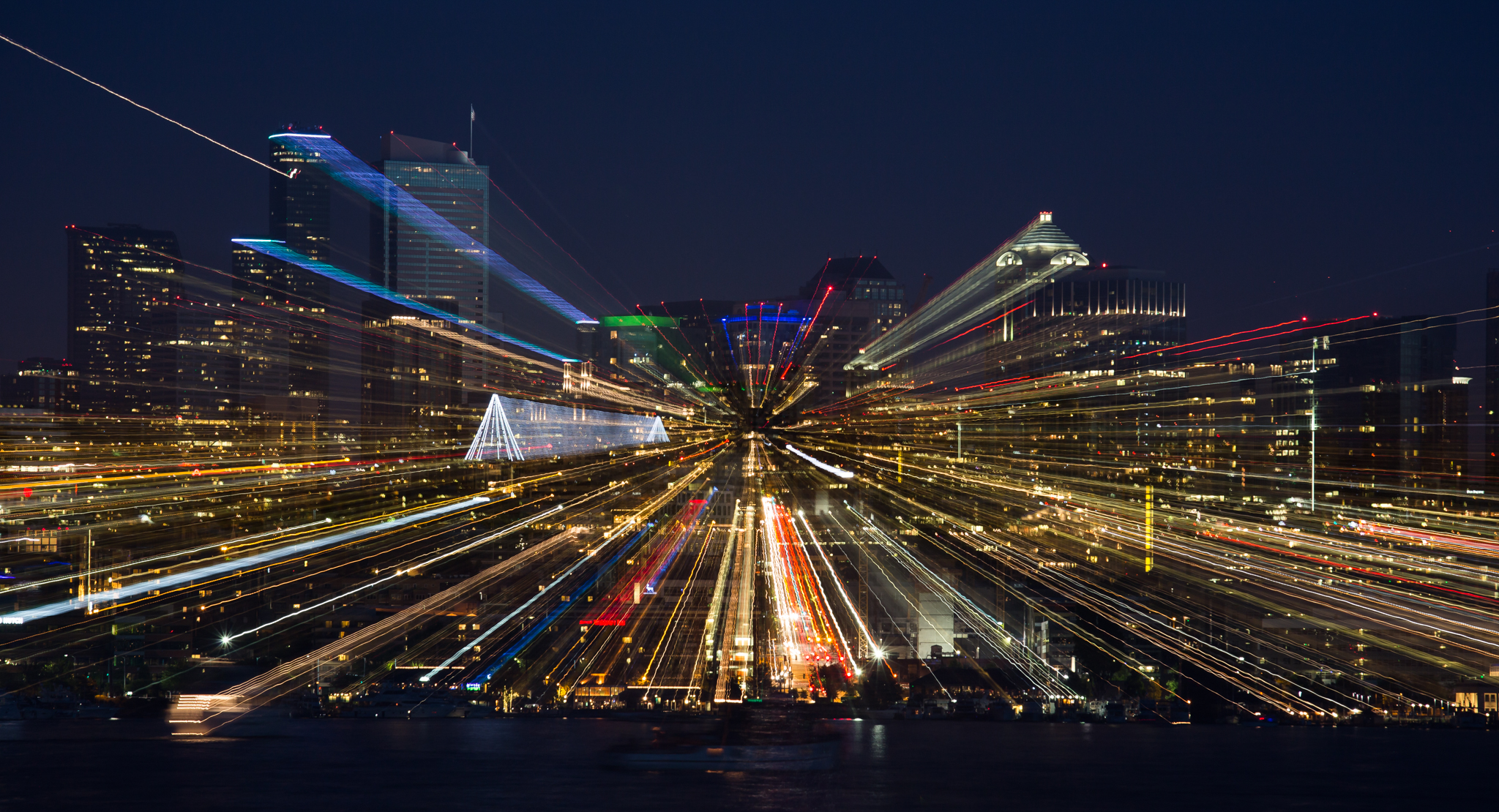
Zoom-ефект

Zoom-ефект — фотографічний ефект, який досягається шляхом зміни  фокусної відстані об'єктива безпосередньо в момент  експозиції при порівняно довгій  витримці. Застосування ефекту дає відчуття швидкого руху об'єкту зйомки до глядача, привносячи динаміку в статичні сюжети.
Реалізується як вручну (поворотом кільця зум-об'єктива одночасно з натисканням кнопки спуску затвора), так і автоматично (наприклад, за допомогою функції «PowerZoom». Ручна реалізація вимагає навичок, оскільки поворот кільця масштабування повинен здійснюватися швидко, але без зміщення і тряски камери (для запобігання ефекту розмиття зображення). Крім того, натискання на спуск і поворот повинні бути синхронізовані дуже точно. Частково при ручному реалізації можуть допомогти спусковий тросик і  штатив. Крім того, Zoom-ефект недосяжний на досить коротких  витримках (коротше ≈1 / 30 сек). Крім того, оскільки яскраві ділянки при розмитті починають перекривати тіні, то варто ввести  експокорекцію -0,5 EV або -1 EV, щоб фотографія не виглядала надто плоскою.

## Галерея

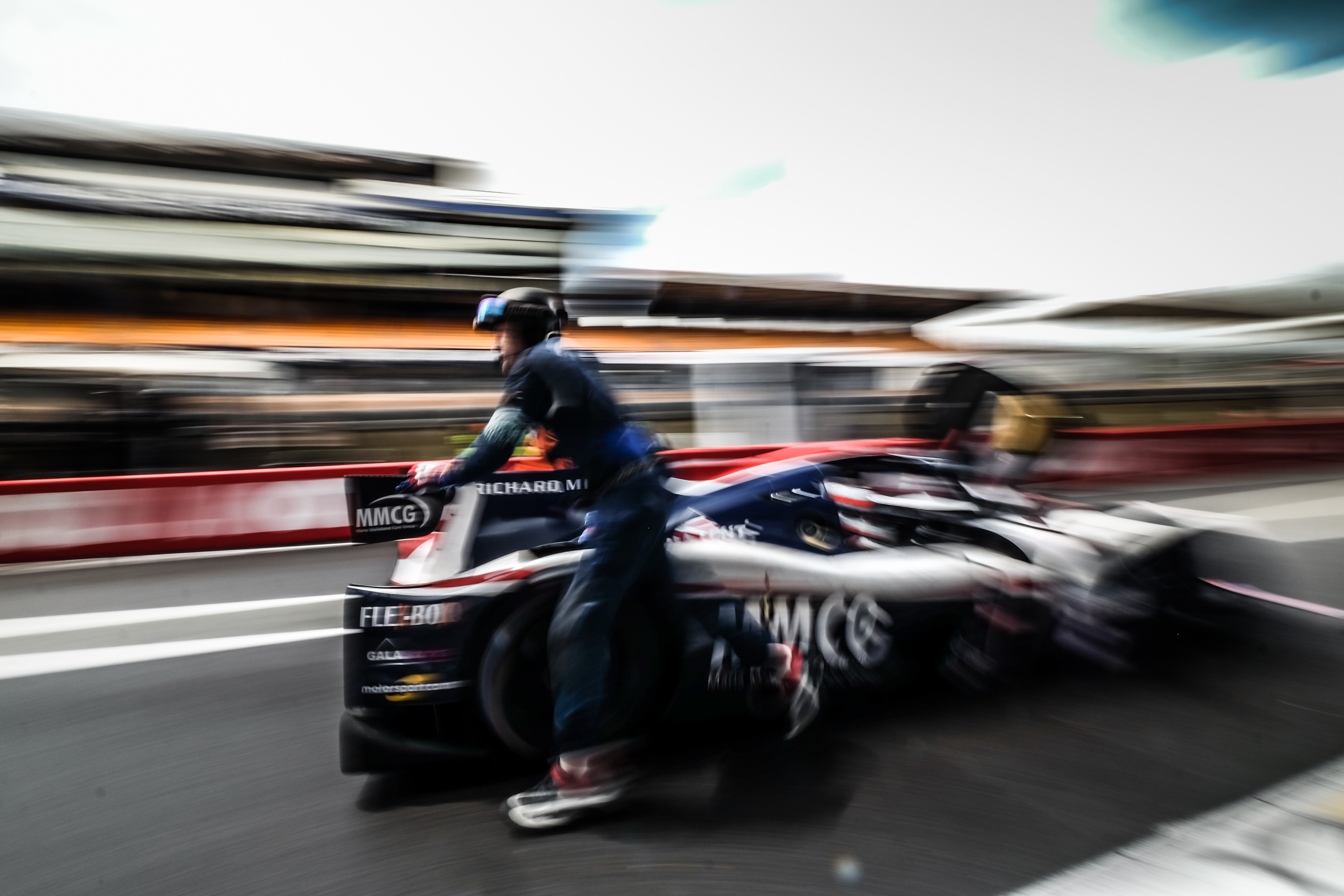
Zoom-ефект
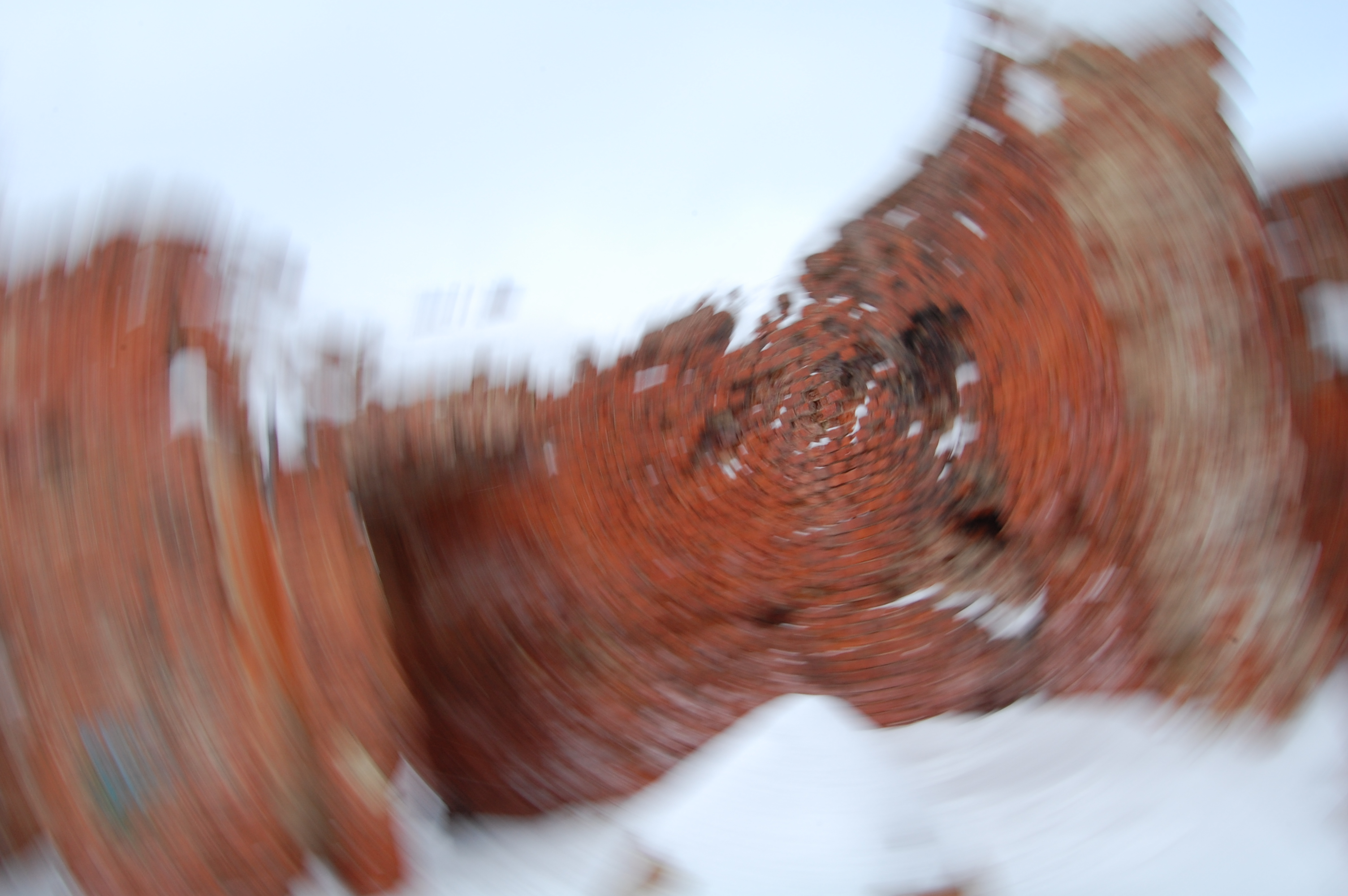
Zoom-ефект + обертання.
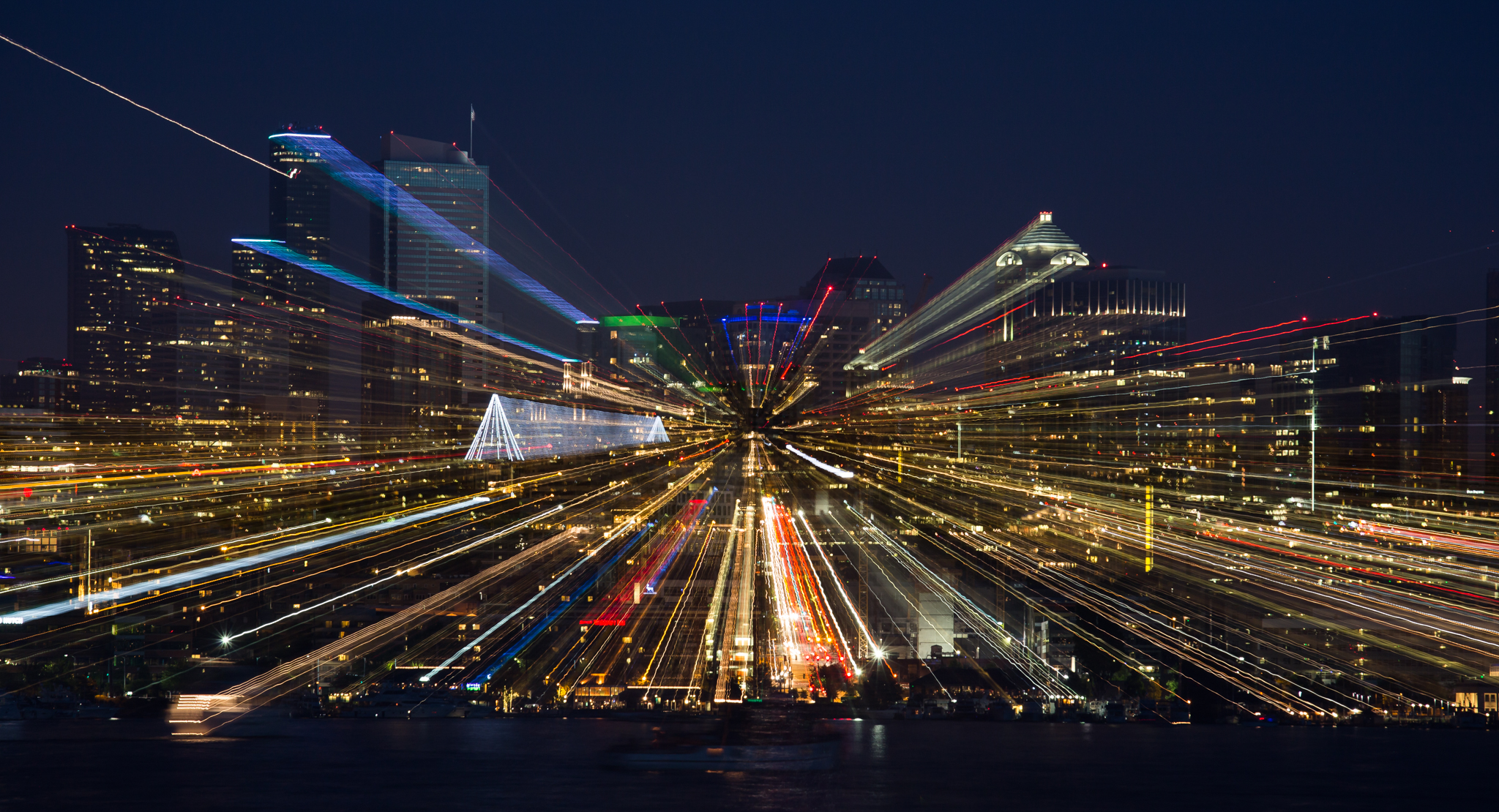
Нічне місто, час експозиції: 6 сек
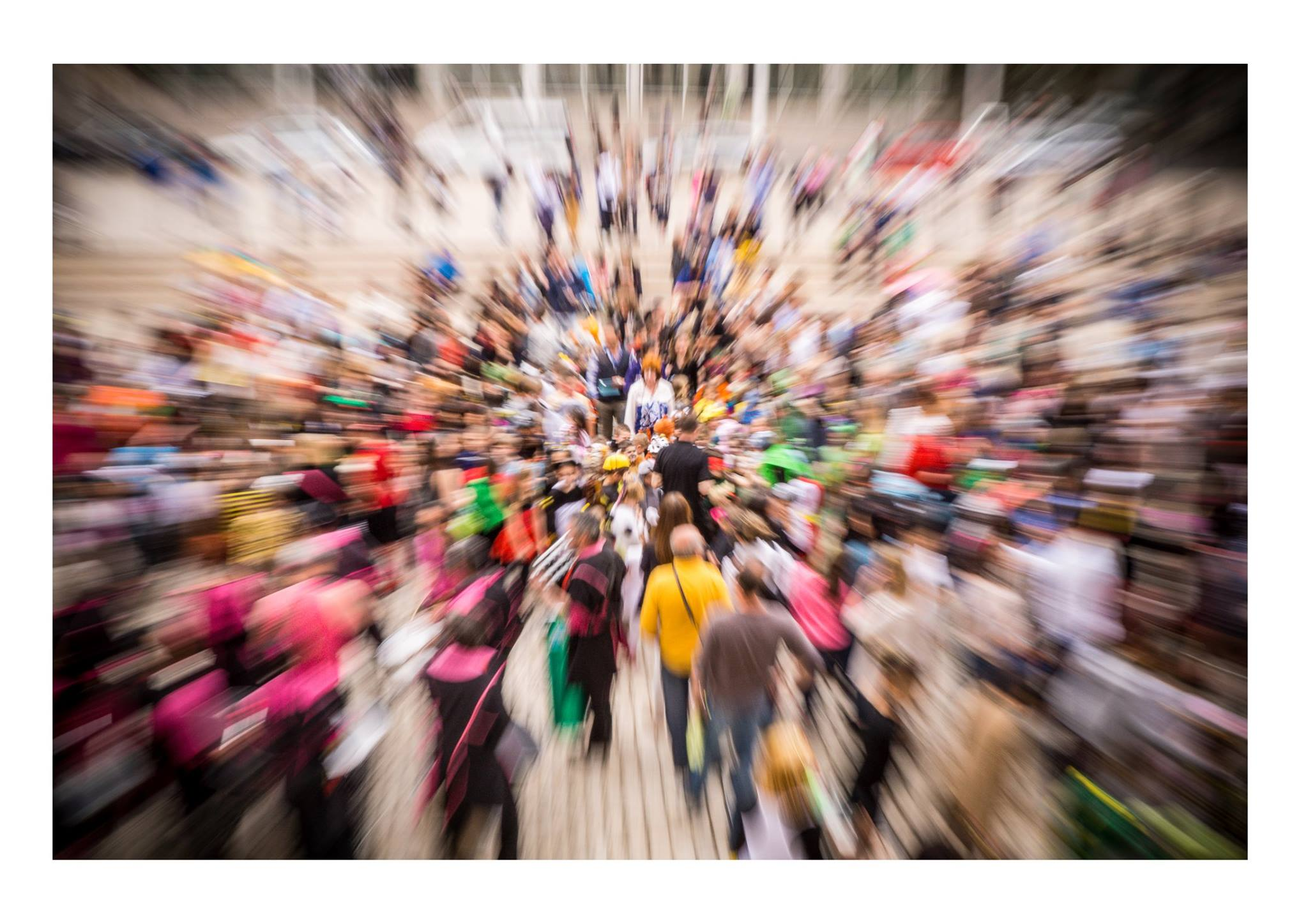
Zoom-ефект
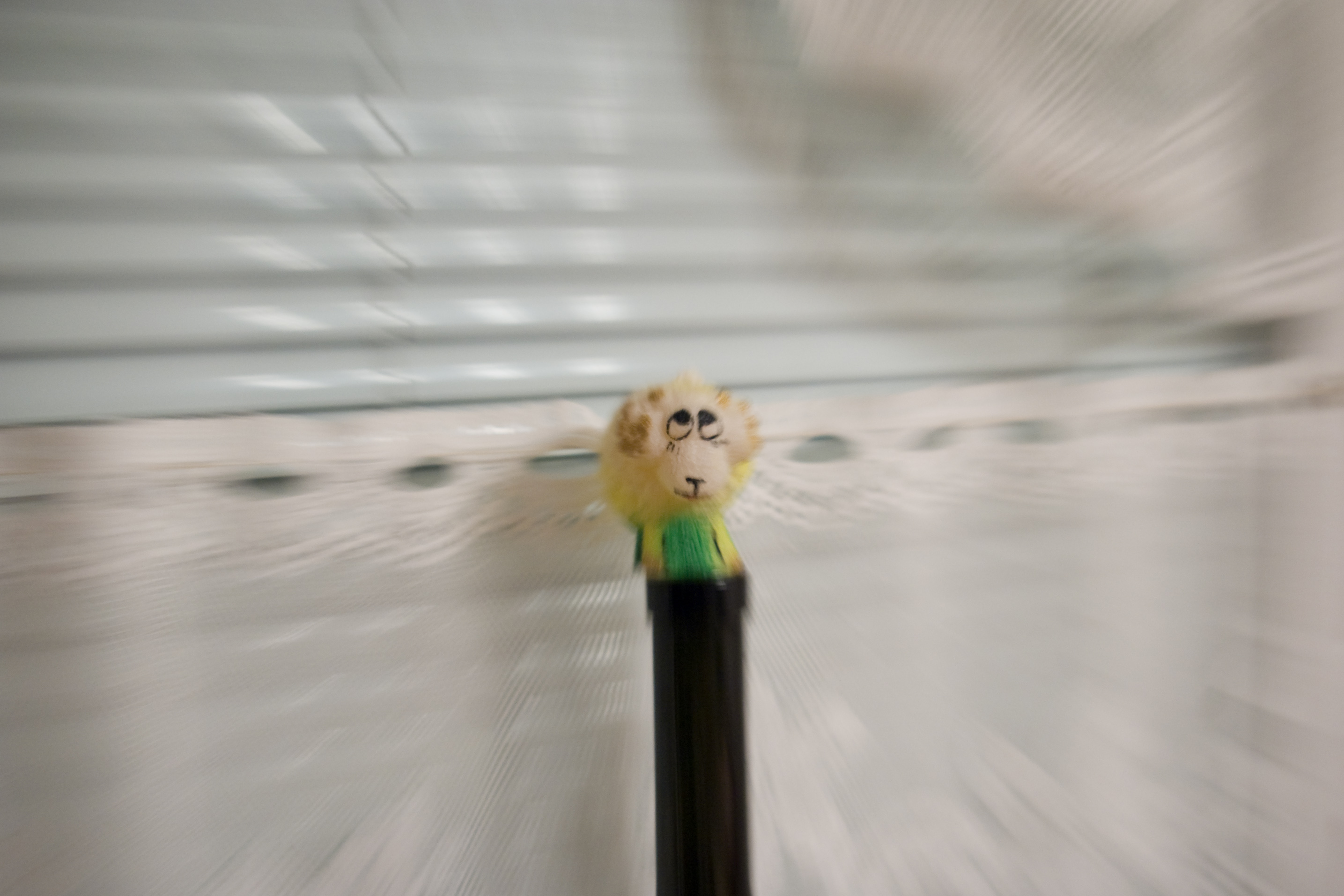
Приклад більш сильного Zoom-ефекту
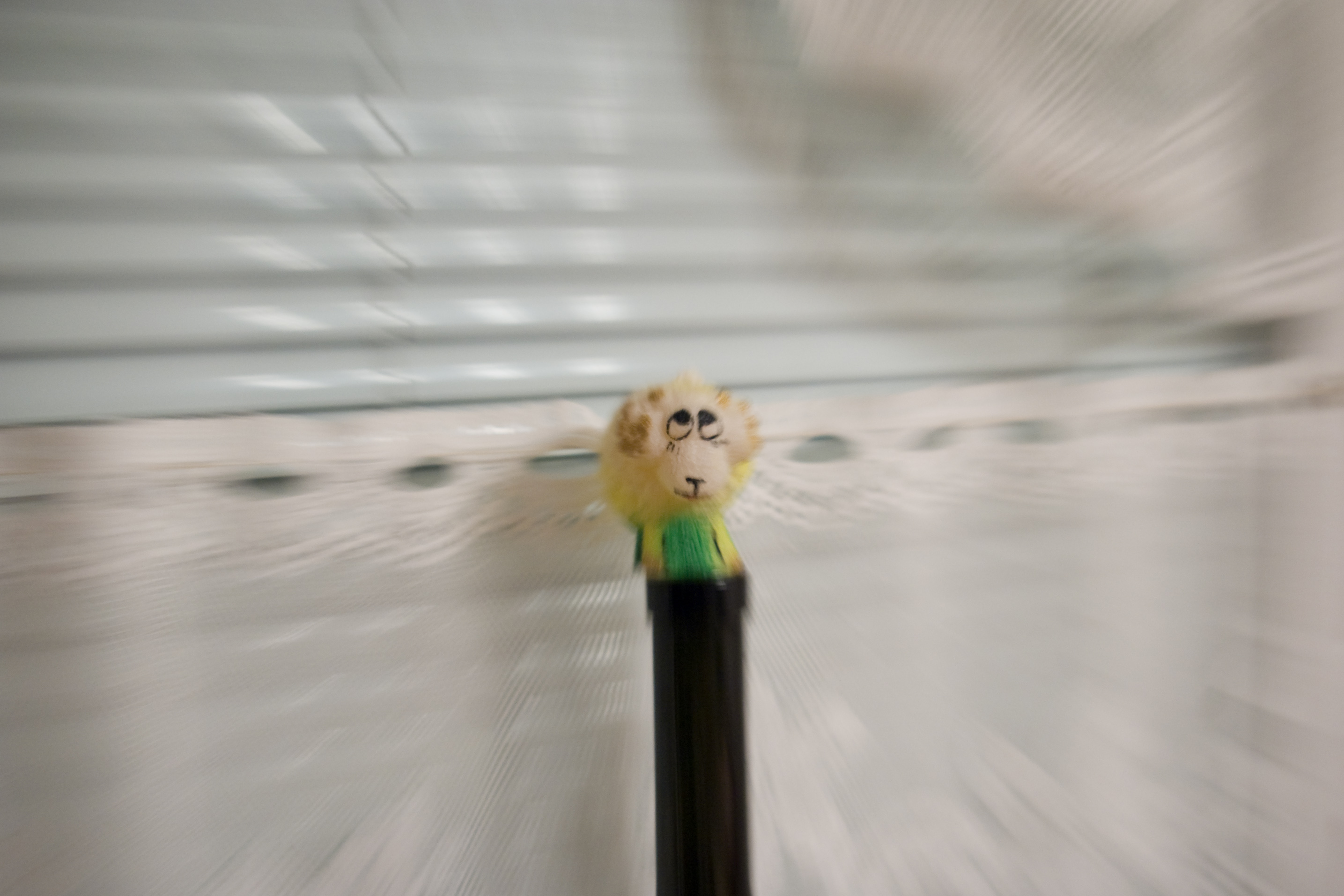
Приклад менш сильного Zoom-ефекту